# Reparto comando e supporti tattici "Taurinense"
Il Reparto comando e supporti tattici della Brigata "Taurinense" è stata un'unità CS (Combat Support), avente il compito di assicurare il supporto del comando della brigata per gli aspetti logistici, la difesa vicina e i collegamenti era dislocato presso la caserma "Monte Grappa" di Torino.

## Storia
Nasce a Torino, come Reparto Comando e Trasmissioni, il 1º ottobre 1975 dall'unificazione del quartier generale della Brigata Alpina Taurinense e della compagnia trasmissioni "Taurinense", quest'ultima costituita 1º luglio 1952 ed erede delle tradizioni del battaglione misto genio della divisione "Taurinense" sciolta nel 1943.

Nel 1993 assume la denominazione Reparto comando e supporti tattici, che inquadra oltre alla compagnia comando servizi e la compagnia trasmissioni anche la compagnia genio guastatori "Taurinense, fino ad allora autonoma.
Nel 2002 perde la componente genio, che va a costituire il nucleo del XXX Battaglione Genio Guastatori, che diverrà in seguito il 32º Reggimento Genio Guastatori.
Per cambio denominazione, il 1º ottobre 2022 è stato riconfigurato in 1º Reparto Comando e Supporti Tattici Alpini, ereditando Bandiera di Guerra e tradizioni del 1º Reggimento Alpini.

## Equipaggiamento
Il reparto dispone di mezzi per il trasporto sia di personale che delle stazioni radio, di gruppi elettrogeni per l'autosufficienza energetica.

L'equipaggiamento, l'armamento del reparto fanno parte dello standard delle forze armate.

## Fanfara
Nata nel 1965 dalla fusione delle fanfare del 4º Reggimento Alpini e del 1º Reggimento Artiglieria da Montagna, ha sede nella caserma "Monte Grappa" di Torino.

Dopo la riforma dell'Esercito è composta da sottufficiali e volontari in servizio permanente o in ferma breve e militari di leva.

Ha suonato in tutta Italia, in Piazza San Pietro al cospetto del Papa, ha partecipato a programmi televisivi, nella sua storia ha partecipato anche a manifestazioni all'estero, Albertville, Bad Reichenhall, Chambéry, La Chaux de Fonds, Losanna, Huesca.
Nel 1997 in occasione del Natale ha suonato a Mostar e a Sarajevo, in Bosnia nel 2000.